# Tusass
Tusass (bis 2021: TELE-POST) ist das grönländische staatliche Post- und Telekommunikationsunternehmen.

## Geschichte
Die grönländische Postgeschichte reicht bis in koloniale Zeiten zurück und wurde bis 1938 durch Den Kongelige Grønlandske Handel (KGH) wahrgenommen. Anschließend war Grønlands Postvæsen für den Postverkehr in Grönland zuständig. 1950 wurde Grønlands Postvæsen wieder in den KGH eingegliedert, 1958 aber wieder neugegründet.
Das grönländische Telekommunikationswesen begann zu Beginn des 20. Jahrhunderts. 1925 wurde Grønlands Televæsen gegründet, womit eine Telegrammverbindung nach Dänemark eingerichtet wurde.  1928 wurde die Telefonie eingeführt. 1950 wurde Grønlands Tekniske Organisation (GTO) gegründet, welche Grønlands Televæsen als Abteilung übernahm. 1966 wurde die Auslandstelefonie eingeführt.
1985 begannen Grønlands Postvæsen und Grønlands Televæsen eine Kooperation, wobei unter anderem Das Postwesen das Telegrammwesen übernahm. 1986 wurde Grønlands Postvæsen in Kalaallit Allakkeriviat umbenannt. 1987 wurde die GTO von der grönländischen Regierung übernommen und in Nuna-Tek umbenannt. Das daruntergehörige Telewesen erhielt daraufhin den neuen Namen Nuna-Tek Tele. 1990 wurde der Name in TELE Attaveqaatit geändert. Von 1992 bis 1993 wurden sowohl die Verwaltung des Telewesens als auch des Postwesens von Dänemark nach Grönland geholt. 1993 wurde die Mobiltelefonie von Nordic Mobile Telephone (NMT) eingeführt. 1994 änderte TELE Attaveqaatit seinen Namen in TELE Greenland. 1995 wurde das Internet in Grönland eingeführt.
Am 1. Juli 1997 wurden TELE Greenland und Kalaallit Allakkeriviat (auch POST Greenland) wurden am 1. Juli 1997 nach zwölfjähriger Kooperation vollständig fusioniert und in TELE-POST umbenannt. 1998 wurde das GSM-Netz eingeführt, das die analoge Mobiltelefonie 2007 vollständig ablöste. 2009 wurde das Seekabel Greenland Connect in Betrieb genommen, das 2017 um Greenland Connect North ergänzt wurde. 2010 wurde 3G eingeführt und 2014 4G (LTE+). 2021 wurde TELE-POST in Tusass („Wir hören uns“) umbenannt.

## Geschäftsbereiche
Das Unternehmen gliedert sich in die Geschäftsbereiche: Telefonie und Internet, Post und Logistik sowie Technologie und IT.

### Telefonie und Internet
Tusass hatte 2021 rund 68.700 Mobilkunden, was deutlich mehr als ein Mobilfunkvertrag pro Einwohner ist. Tusass wurde erstmals vor 20 Jahren als Prepaid-Anrufdienst eingeführt. Im Laufe der Jahre wurden mit Tusass mobile, Tusass internet, Tusass Corporate, und Tusass-for-kids gleichnamige Dienstleistungen eingeführt. Die Festnetztelefonie war stark rückläufig und betrug 2021 noch 3800 Verträge. Daraufhin wurde sie 2022 abgeschafft.

### Post

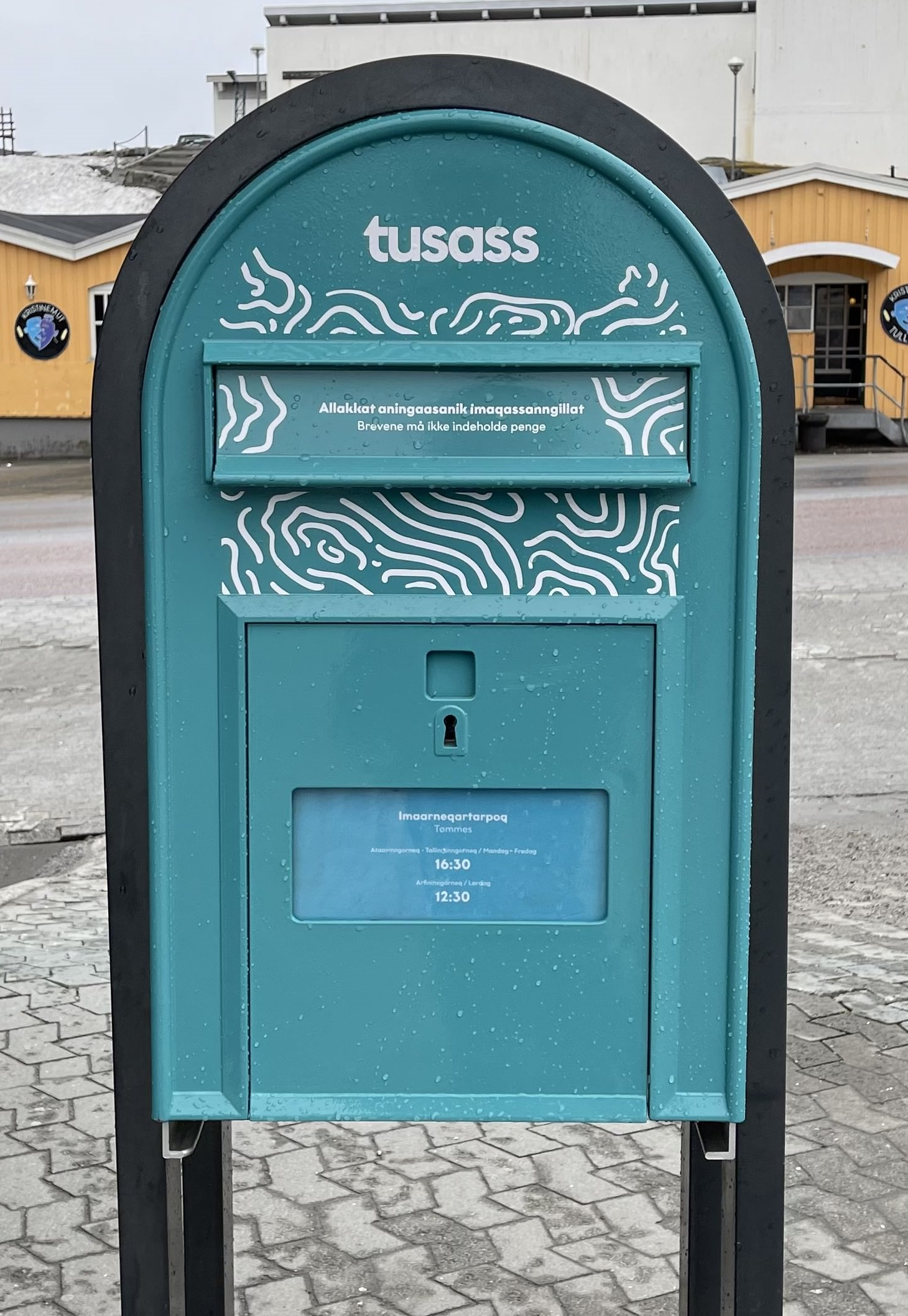
Postkasten von „Tusass“ in Nuuk (2022)

2021 waren 15 personalbesetzte Poststellen vorhanden, in denen 62 Tonnen Briefpost und 152.000 Pakete aufgegeben wurden. Die Zahl an Briefen ist wegen der Einführung von Digitaler Post im Jahr 2021 stark rückläufig. Tusass Greenland Filatelia betreibt die parlamentarisch geregelten Postdienstleistungen sowie den Versand von Sammlerbriefmarken.

### IT und Technologie
Die Top-Level-Domain für Grönland .gl wird von Tusass verwaltet. Darüber hinaus werden Firmentelefonsysteme und -netzwerke betrieben. Tusass ist für die Verbreitung von Radio und Fernsehen zuständig. Der Küstenfunkdienst tusass Coastal Radio Service betreibt die maritime Sicherheits- und Notfallkommunikation sowie kommerzielle Schiffsfunkdienste. Tusass betreibt zudem den Wetterdienst für Danmarks Meteorologiske Institut und ICAO sowie die Luftfahrtkommunikation für Naviair.

## Leitung
Quelle:

### Direktoren
- 1997–2004: Anton Marinus Christoffersen
- 2004–2011: Brian Buus Pedersen
- 2011–2013: Steen Montgomery-Andersen
- 2013–2014: Michael Binzer
- 2014–2015: Steen Montgomery-Andersen
- 2015: Søren Mortensen
- seit 2015: Kristian Reinert Davidsen

### Aufsichtsratsvorsitzende
- 1997–1999: Anders Nilsson
- 1999–2002: Kuupik Kleist
- 2003–2010: Kaj Egede
- 2010–2015: Agner Nørgaard Mark
- 2015–2022: Stine Bosse
- seit 2022: Ulrik Blidorf